# Polygrammodes hypsalis
Polygrammodes hypsalis là một loài bướm đêm trong họ Crambidae.